# Vincent Hamel

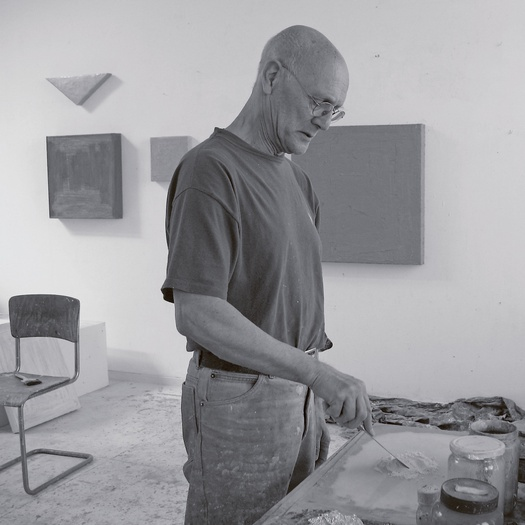

Ernest Vincent Hamel (Amsterdam, 24 augustus 1931) is een Nederlandse beeldend kunstenaar die woont en werkt in Amsterdam.

## Familie en afkomst
Hamel komt uit een gezin van acteurs en kunstenaars: broer Niels was schilder en theatervormgever, de broers Jules en Maxim waren acteur. Zijn vader Jack Hamel was kunstschilder/acteur en zijn moeder Amanda Hamel-Aronds runde een kunstgalerie.

## Schilderstijl
Vincent Hamel maakt objecten, voornamelijk monochroom waarbij de structuur van het materiaal, de kleur, het formaat en de afmeting toonaangevend is. De behoefte om met zo weinig mogelijk middelen een gevoel, een emotie over te brengen; de betrekkelijkheid, de cyclus, de ruimte, de stilte. De autonome objecten zijn dus duidelijk geen schilderijen in de zin van een venster naar een andere omgeving maar willen een onderdeel zijn van hun omgeving en zijn daar dus sterk afhankelijk van.

## Opleiding
- 1948-1950 Koninklijke Academie van Beeldende Kunsten, Den Haag
- 1951-1957 Rijksacademie van Beeldende Kunsten, Amsterdam
- 1958-1959 Hoger Instituut voor Schone Kunsten, Antwerpen, België

## Exposities
Solo en groepsexposities over de hele wereld onder meer in Duitsland, Frankrijk, India, Nederland, Oostenrijk, Verenigde Staten.

## Belangrijkste solo-exposities
- 1973 overzichtstentoonstelling Museum Fodor, Amsterdam
- 1985-1991 Galerie Distelblom, Haarlem
- 1992-2003 Galerie de Vreeze, Amsterdam
- 1996 Gallery Howard Scott, New York, Verenigde Staten
- 1999 Gallery Howard Scott, New York, Verenigde Staten
- 2001 Museum van Hoorn, Hoorn
- 2002 Kunstcentrum Breda, Breda
- 2003 Gallery Howard Scott, New York, Verenigde Staten
- 2003 Galerie van der Donk, Hamburg, Duitsland
- 2004 Galerie Roger Katwijk, Amsterdam
- 2008 Gallery Howard Scott, New York, Verenigde Staten
- 2010 Galerie Roger Katwijk, Amsterdam
- 2011 Museum Belvédère, Heerenveen
- 2012 Galerie Roger Katwijk, Amsterdam
- 2014 Gallery Howard Scott, New York, Verenigde Staten
- 2015 L’association L.A.C., Sigean, Corbières, Frankrijk
- 2020 Gallery 9 Contemporary Art, Amsterdam

## Belangrijkste groepsexposities
- 1966 5e Internationale Kunsttentoonstelling, New Delhi, India
- 1985 Stedelijk Museum, Amsterdam
- 1997 Kammerhoff Galerie, Gmunden, Oostenrijk
- 1998 Expositie ‘Helder en Verzadigd’, Arti, Amsterdam
- 1998 ‘Akzo Nobel’ Chemie b.v., Arnhem

## Collecties
Werk van Vincent Hamel is opgenomen in diverse particuliere, bedrijfs- en museumcollecties:
- Edward Albee, Verenigde Staten
- Stedelijk Museum, Amsterdam
- Museum Boijmans van Beuningen, Rotterdam
- Portland Museum, Portland, Maine, Verenigde Staten
- Belvédère Museum, Heerenveen
- Waterland Museum, Purmerend
- Gemeente Amsterdam
- Ptt telefoonmaatschappij, Den Haag
- Bouwfonds Nederlandse Gemeenten, Hoevelaken
- Martini Ziekenhuis, Groningen

- Gemeinsame Normdatei: 17431289X
- Library of Congress Control Number: no2023121167
- RKD-Nederlands Instituut voor Kunstgeschiedenis: 35608
- Union List of Artist Names: 500374904
- Virtual International Authority File: 209349227
- WorldCat: E39PBJpdPC9DMrWY4jKKHC7j4q